# 포로 (플라우투스)
《포로》(라틴어: Captivi)는 고대 로마 시대 플라우투스가 쓴 희극이다. 
유괴된 아들이 자라서 전쟁포로가 된 후 우여곡절 끝에 자기 집으로 풀려와 아버지와 만난다는 줄거리. 이 극에는 플라우투스의 상투수단인 수전노·교활한 노예·허풍쟁이·탕녀·뚜쟁이 등이 등장하지 않고 오히려 젊은이의 아름다운 우정이 전면에 표출되어 전체로 볼 때 희극적 요소가 가장 적은 고지식한 도덕성과 품위를 갖춘 독특한 작품이다.